# Миллер, Коллин
Коллин Миллер (англ. Colleen Miller), имя при рождении Коллин Джой Миллер (англ. Colleen Joy Miller'; 10 ноября 1932) — американская киноактриса 1950—1970-х годов.
Миллер дебютировала в кино в фильме нуар «История в Лас-Вегасе» (1952), после чего сыграла главные роли в фильмах нуар «Прожигательница жизни» (1954), «Человек в тени» (1957), «Жаркая летняя ночь» (1957), «В шаге от ужаса» (1957) и «Ночной беглец» (1958), а также в вестернах «Четыре стрелка на границе» (1954), «Годы в седле» (1956) и «Перестрелка у ручья Команчи» (1963).

## Ранние годы жизни и начало карьеры
Коллин Миллер родилась 10 ноября 1932 года (по другим сведениям, 1929 года) в Якиме, штат Вашингтон, в семье ирландского происхождения. Она выросла в Портленде, Орегон, где в возрасте 15 лет закончила среднюю школу. В детстве Миллер занималась балетом, но когда она стала старше, то переключилась на популярные танцы. В 1949 году она была избрана «Мисс Портленд».
В возрасте 16 лет Миллер отправилась в Лос-Анджелес, где вступила в танцевальную группу, гастролировавшую по стране. По другой версии, после окончания учёбы она работала профессиональной танцовщицей в балетной труппе Сан-Франциско, откуда после трёх сезонов переехала в Лас-Вегас, чтобы работать в казино-отеле «Фламинго Лас-Вегас».
Во время работы танцовщицей в Лас-Вегасе на Миллер обратил внимание агент по подбору талантов, который подписал с ней контракт от лица кинокомпании Говарда Хьюза RKO Pictures. По другой версии, во время работы в Лас-Вегасе, она участвовала в фотоконкурсе, позируя с треской, пойманной в озере Мид. Её фотографию увидел в газете в Лос-Анджелесе миллиардер Говард Хоукс, после чего ей был предложен контракт на студии RKO Pictures. Третья версия гласит, что когда 19-летняя Колин Миллер ловила рыбу в горах Калифорнии, курортный фотограф пригласил её попозировать с призовой форелью. Один из скаутов RKO увидел её фотографию в печати, после чего её пригласили на студию.
Подписав со студией контракт, Миллер стала заниматься в ежедневной школе RKO у актрисы и педагога Флоренс Энрайт (англ. Florence Enright), после чего «просидела оплачиваемом простое на студии в течение трёх лет», прежде чем её задействовали в фильме «История в Лас-Вегасе» (1952)

## Карьера в кино и на телевидении
В 19 лет Миллер дебютировала в кино в небольшой роли фильме нуар «История в Лас-Вегасе» с Джейн Рассел в главной роли. Более заметная роль в мелодраме «Сумасшедший» (1953) принесла Миллер контракт с Universal Pictures, где она быстро стала звездой второго плана в вестернах и фильмах нуар.
Миллер была указана в титрах первой вместе с Рори Кэлхуном в её следующем фильме, вестерне «Четыре стрелка на границе» (1954), где одну из главных ролей сыграла Нина Фох. Затем у Миллер была одна из главных ролей в фильме нуар с Шелли Уинтерс и Барри Салливаном «Прожигательница жизни» (1954), где актриса предстала в образе молодой девушки со Среднего Запада, которая приезжает в Нью-Йорк, чтобы стать моделью, но в итоге оказывается вовлеченной в скандал со стрельбой, после чего возвращается домой.
В 1955 году Миллер снялась в главных женских ролях в исторической приключенческой драме «Лиловая маска» (1955), а также вестерне «Годы в седле» (1956), где её партнёром был Тони Кёртис. Для съёмок в этом фильме студия Universal специально отозвала её из медового месяца, который она проводила со своим первым мужем Тедом Брискином.
В 1957 году Миллер сыграла главные женские роли в фильмах нуар «Бегущий в ночи» (1957) с Рэем Дэнтоном и «Человек в тени» (1957) с участием Джеффа Чандлера и Орсона Уэллса, после чего студия отдала актрису в аренду на Metro-Goldwyn-Mayer, где та сыграла главную женскую роль в паре с Лесли Нильсеном в фильме нуар «Горячая летняя ночь» (1957).
По возвращении на Universal Миллер сыграла главную роль в фильме нуар «В шаге от ужаса» (1958), который был ремейком классического фильма Альфреда Хичкока «Тень сомнения» (1943). После этой картины Миллер на пять лет ушла из кино, чтобы посвятить себя семье. В 1963 году она сыграла главную женскую роль в вестерне с Оди Мерфи «Перестрелка у ручья Команчи» (1963), которая стала её последней крупной работой в кино.
В 1968—1970 годах Миллер снялась на телевидении в небольших ролях в австралийских криминальных сериалах «Хантер» (1968), «Убийство» (1969—1970) и «Подразделение 4» (1970). В 1972 году Миллер последний раз появилась в кино, сыграв небольшую роль (без указания в титрах) в комедии с Жаклин Биссет «Встаньте и рассчитайтесь» (1972).

## Актёрское амплуа и оценка творчества
Как написал историк кино Ханс Воллстейн, «старлетка с волосами цвета воронова крыла, Коллин Миллер имела короткую, но насыщенную кинокарьеру, проведенную в основном в фильмах категории В». По словам Рода Кроуфорда, после подписания контракта с Universal Pictures, «красавица-брюнетка быстро стала звездой второго плана в вестернах и фильмах нуар». Её лучшими киноработами, по мнению критика, стали фильмы «Прожигательница жизни» (1954), «Четыре стрелка на границе» (1954) и «Человек в тени» (1957), которые принесли ей высокую оценку критиков «за её прекрасный природный талант и беззаботную чувственность».

## Личная жизнь
Коллин Миллер была замужем дважды. С 1955 года её мужем был Тед Брискин, сын Сэмюэля Брискина, основателя и владельца успешной чикагской компании по производству фотокамер Revere Camera Company. Ранее Тед был женат на кинозвезде Бетти Хаттон, и в этом браке у него родилось две дочери.
В браке с Брискином у Миллер также родилось двое детей. В 1956 году на свет пояилась дочь Робин Джей, а в 1958 году родился сын Ричард Т. В июле 1975 года Миллер развелась с Брискином, который умер в 1980 году в Лос-Анджелесе в возрасте 62 лет. После развода в 1975 году она, по некоторой информации, рассматривала возможность возобновления своей актёрской карьеры, но на сегодняшний день больше не снималась в фильмах.
В 1976 году в возрасте 47 лет Миллер вышла замуж за 60-летнего Уолтера Ральфса, сына основателя сети супермаркетов Ralphs Grocery chain. Их брак сохранился вплоть до смерти Уолтера в 2010 году.
По последней имеющейся информации, Миллер проживает на собственном ранчо в Северной Калифорнии, у неё семеро внуков. 17 февраля 2023 года Миллер дала интервью корреспонденту журнала о кино Classic Images.

## Фильмография
| Год       |   | Русское название            | Оригинальное название      | Роль                           |
| --------- | - | --------------------------- | -------------------------- | ------------------------------ |
| 1952      | ф | История в Лас-Вегасе        | The Las Vegas Story        | Мэри                           |
| 1953      | ф | Сумасшедший                 | Man Crazy                  | Джуди Бэссетт                  |
| 1953      | с | Театр четырёх звёзд         | Four Star Playhouse        | девушка в баре (1 эпизод)      |
| 1954      | ф | Четверо у границы           | Four Guns to the Border    | Лолли Бьюмер                   |
| 1954      | ф | Прожигательница жизни       | Playgirl                   | Филлис Мэтьюз                  |
| 1955      | ф | Лиловая маска               | The Purple Mask            | Лоретт де Лятур                |
| 1955      | ф | Годы в седле                | The Rawhide Years          | Зои Фонтейн                    |
| 1956      | с | Видео-театр «Люкс»          | Lux Video Theatre          | Веда (1 эпизод)                |
| 1957      | ф | Жаркая летняя ночь          | Hot Summer Night           | Айрин Партейн                  |
| 1957      | ф | Человек в тени              | Man in the Shadow          | Скиппи Ренчер                  |
| 1957      | ф | Бегущий в ночи              | The Night Runner           | Сьюзен Мэйерс                  |
| 1958      | ф | В шаге от ужаса             | Step Down to Terror        | Хелен Уолтерс                  |
| 1963      | ф | Перестрелка у ручья Команчи | Gunfight at Comanche Creek | Эбби Стивенс                   |
| 1968      | с | Хантер                      | Hunter                     | адвинистратор (1 эпизод)       |
| 1969—1970 | с | Убийство                    | Homicide                   | разные роли (2 эпизода)        |
| 1970      | с | Дивизион 4                  | Division 4                 | миссис Файндли (1 эпизод)      |
| 1972      | ф | Встаньте и рассчитайтесь    | Stand Up and Be Counted    | монахиня (в титрах не указана) |